# Інваліденфрідгоф
Інваліденфрідхоф (інвалідське кладовищі, нім. Invalidenfriedhof) — історичне кладовище і пам'ятник архітектури в Берліні.
Розташовується в районі Мітте між вулицею Шарнхорстштрассе і Берлінсько-Шпандаускім судноплавним каналом, на північ від будівлі федерального міністерства економіки і енергетики Німеччини. Інваліденфрідгоф — одне з найстаріших кладовищ Берліна, є пам'ятником прусської і німецької військової історії. На постраждалому під час Другої світової війни і розділеному Берлінською стіною за часів холодної війни кладовище площею в 2,54 га збереглося близько 230 могил. Інвалідське кладовищі з'явилося при будинку інвалідів, який для учасників Сілезьких воєн у 1746 році заснував на порожніх землях поблизу «Шаріте» король Пруссії Фрідріх II.

## Історія
Першим поховання відбулося 20 грудня 1748 року, було поховано католицького капрала Ханса Майкла Нойманна з Бамберга. На жаль, могила до сьогоднішніх днів не збереглась.
З перших днів кладовища, існують цінні гробниці, які відображають як історію цього місця, так і розвиток могильної культури в Пруссії до початку XIX століття. Деякі з найстаріших збережених гробниць  були виявлені влітку 1998 року, — шість гробниць (саркофагів) пізнього бароко з піщаника з 1774 по 1790 роки.

## Відомі особистості поховані на кладовищі
| Людина | рік смерті / перепоховання / | Зображення надгроб'я |
| Даембке, Георг Кристоф фон (нім. Georg Christoph von Daembke) Підполковник, керуючий будинком інвалідів в Берліні 1768—1775 р. (нім. Oberstleutnant, Kommandant des Invalidenhauses) | 1775                         |                      |
| Рохдих, Фридрих Вильгельм фон (нім. Friedrich Wilhelm von Rohdich): Генерал, Военний міністр (Нім. General, Kriegsminister)                                                          | 1796                         |                      |
| Дизельский, Майкл Людвиг фон (нім. Michael Ludwig von Diezelsky) Підполковник, керуючий будинком інвалідів в Берліні 1775—1779 р. (нім. Oberst, Kommandant des Invalidenhauses)      | 1779                         |                      |
| Шарнхорст, Герхард фон (нім. Gerhard von Scharnhorst) Генерал-лейтенант, військовий міністр (нім. Generalleutnant, Kriegsminister)                                                   | 1813/1826                    |                      |
| ? | ?                            | ?                    |